# Tanzende Türme

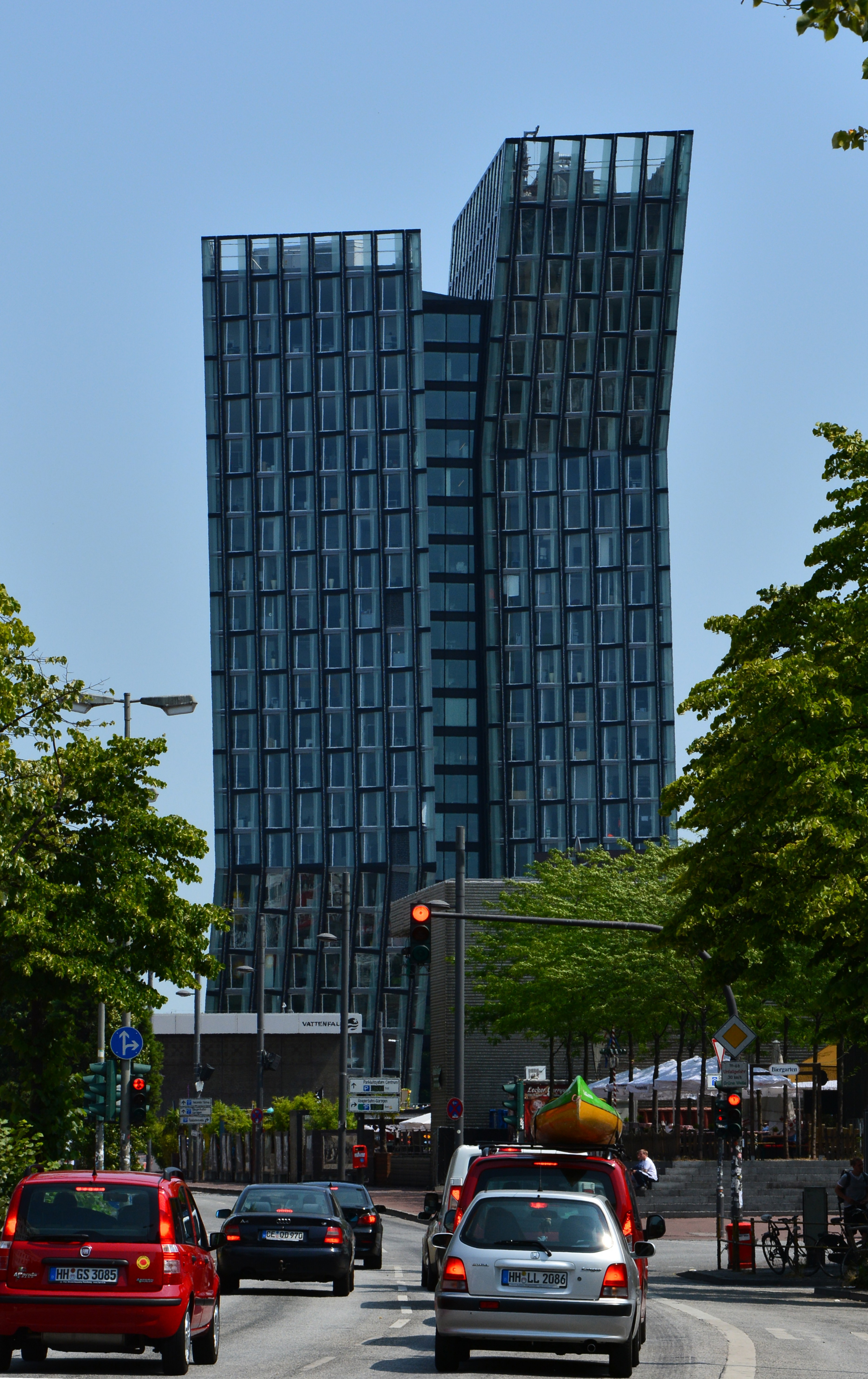
Zicht op de Tanzende Türme van op de Reeperbahn

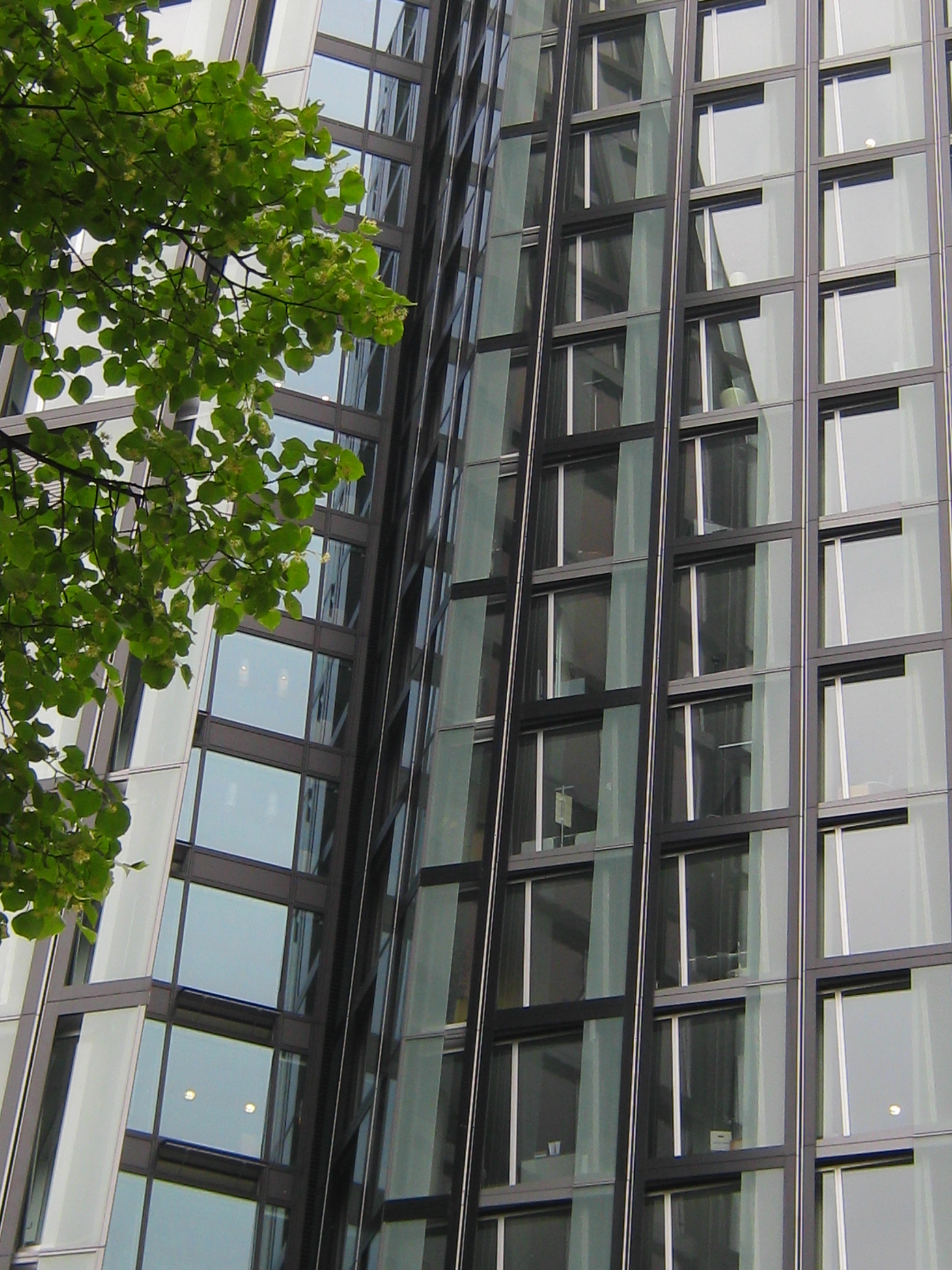

De Tanzende Türme, ook Tango-Türme is een wolkenkrabber met twee torens in het stadsdeel St. Pauli van de Duitse stad Hamburg. De torens staan aan het oostelijk einde van de bekende Reeperbahn.
De 85 en 75 meter torens werden ontworpen door de Duits-Iraanse architect Hadi Teherani van het Hamburgse architectenkantoor BRT – Bothe, Richter, Teherani, van 2009 tot 2012 gebouwd en dat jaar ook in gebruik genomen. Op 24 verdiepingen wordt 33.357 m² vloeroppervlakte gerealiseerd. De eyecatcher van het gebouw is de gebogen, geknikte gevelconstructie uitgevoerd in glas en staal, waarin men een tango dansend koppel zou kunnen zien. De betrokken bouwondernemingen waren Projekt Elbpark GmbH & Co. KG en Strabag Real Estate GmbH. 16.000 m² isolatieglas werd geleverd door Bischoff Glastechnik AG (BGT), dochteronderneming van de Scheuten Groep.
De Tanzende Türme, met als adres Reeperbahn 1, zijn gebouwd op een driehoekig perceel omring door de straten Reeperbahn, Zirkusweg en Beim Trichter. Komend vanuit het stadscentrum, van Altstadt en Neustadt liggen de torens direct achter de passage van de oude vestingwerken bij de ingang van het district St. Pauli, in de directe nabijheid van het metrostation St. Pauli. In hetzelfde bouwblok bevindt zich ook over acht verdiepingen een viersterrenhotel, Arcotel Onyx, van de Oostenrijkse hotelketen Arcotel met 215 kamers en suites, een welness- en fitnessruimte.
De bouw van de wolkenkrabber werd gefinancierd door Züblin Development GmbH, een dochter van de Oostenrijkse Strabag SE-groep, een Europees opererende bouwonderneming. Strabag gebruikt ongeveer de helft van de in de torens beschikbare kantoorruimte als hun lokaal kantoor voor 500 werknemers. Naast kantoorruimte bevindt zich in de torens ook nog horeca, een radiostation en een muziekclub onder het gebouw. Het project gebouwd op de plaats van een voormalige bowlingbaan werd tijdens de bouwfase bekritiseerd door de lokale bewoners vanwege het resulterende contrast met de omliggende omgeving.

## Gebruik
Na een bouwperiode van drie jaar, van 2009 september tot medio 2012, konden de eerste huurders al in augustus van datzelfde jaar naar het gebouw verhuizen. De torens hebben voornamelijk kantoorruimte gecreëerd. De belangrijkste huurders zijn de in Hamburg gevestigde bedrijven van de Strabag SE-groep. Met ongeveer 500 medewerkers beslaan ze ongeveer 15.000 m² van het gebouw.
Op de 23e en 24e verdieping, ongeveer 105 meter boven de Elbe, werd het hoogste restaurant van Hamburg, "Clouds" geopend in oktober 2013, met een bar en dakterras. Dit horeca-bedrijf heeft een oppervlakte van ongeveer 540 m² plus 235 m² dakterras en is in totaal geschikt voor maximaal 350 klanten. De operators zijn de restaurateurs Marc Ciunis en Christoph Strenger en ook de ondernemer Andreas Fraatz, die al andere bedrijven in Hamburg St. Pauli runnen.
Op het gelijkvloers van de Tanzende Türme, bevindt zich de uitzendstudio van het muziekstation Radio Reeperbahn. De officiële uitzending begon op 10 november 2012. De muziekclub Mojo Club biedt plaats aan 800 bezoekers op 1.600 m² ruimte deels op gelijkvloers en deels op twee ondergrondse niveaus. De 9 meter hoge ondergrondse kluis
waarin die twee ondergrondse niveaus zijn gecreëerd, is om akoestische redenen vrij opgehangen in de ondergrondse parkeergarage. Met de heropening van de Mojo Club kon een trendsetter van het uitgaansleven in St. Pauli heropenen, tien jaar nadat het op zijn vorige inplanting officieel moest sluiten.
De Mojo Club opende in 1989, verhuisde in 1991 naar de Reeperbahn en moest daar sluiten in 2003. De heropening in hun ruime kelder vond plaats op 2 februari 2013. De club heeft een internationale uitstraling en kan gezien worden als een ninetiesversie van de Star-Club. De Dancefloor Jazzclub had reeds optredens van onder meer Massive Attack, Moloko, de Propellerheads, Pizzicato Five, Roni Size, Goldie, de E-Z Rollers en Kruder & Dorfmeister. Universal Records bracht tussen 1992 en 1997 een reeks albums uit onder de verzameltitel "Mojo Club Presents Dancefloor Jazz".

## Erkenning
Het bouwproject was derde laureaat bij de BDA Hamburg Architektur Preis 2012, kreeg erkenning op MIPIM 2014 (de beurs in Cannes van de Marché International des Professionnels de l’IMmobilier) en won de gouden FIABCI Prix d'Excellence Germany 2014 van de Fédération Internationale des Administrateurs de Biens Conseils Immobiliers in de categorie commerciële bouwwerken.

## Galerij

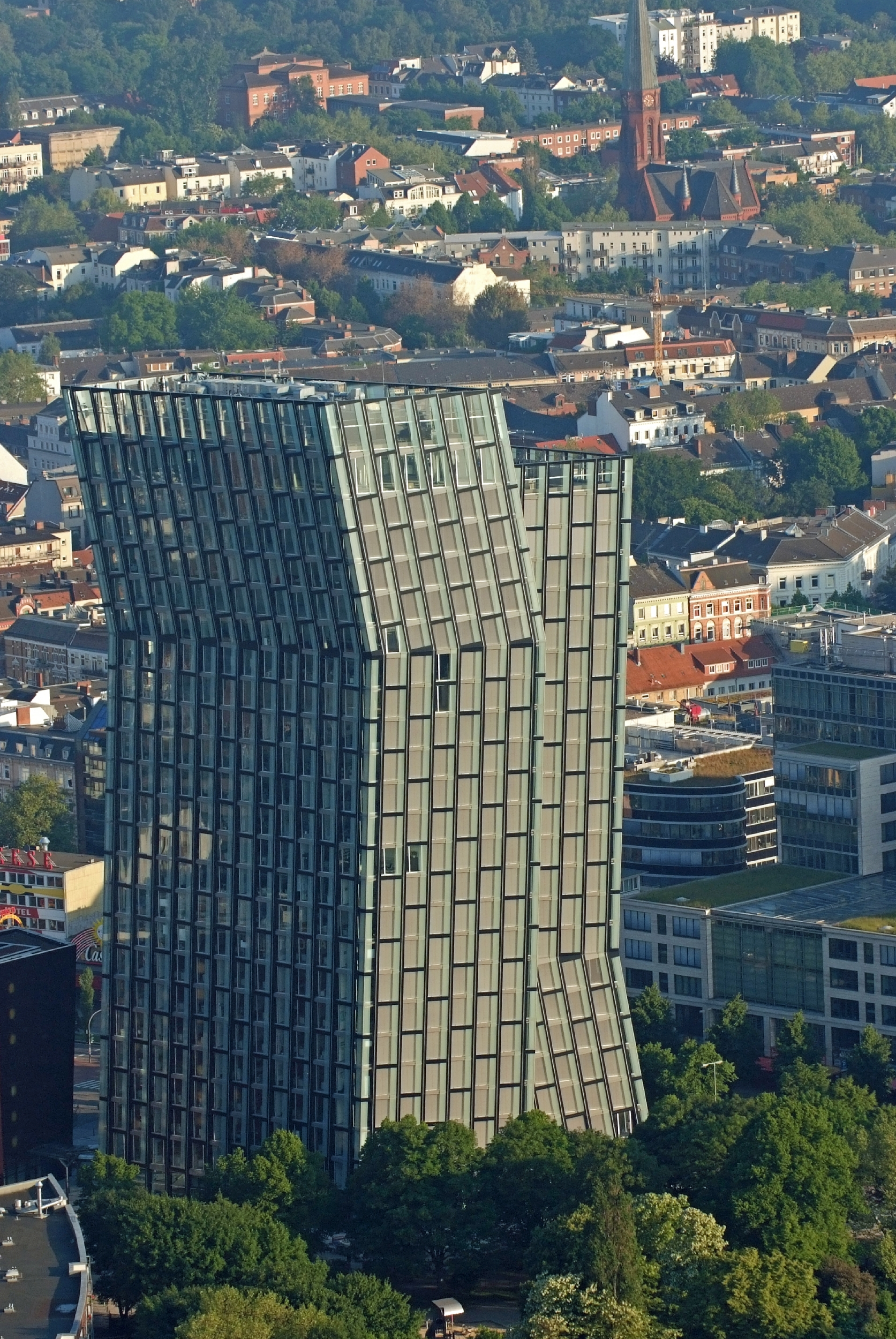
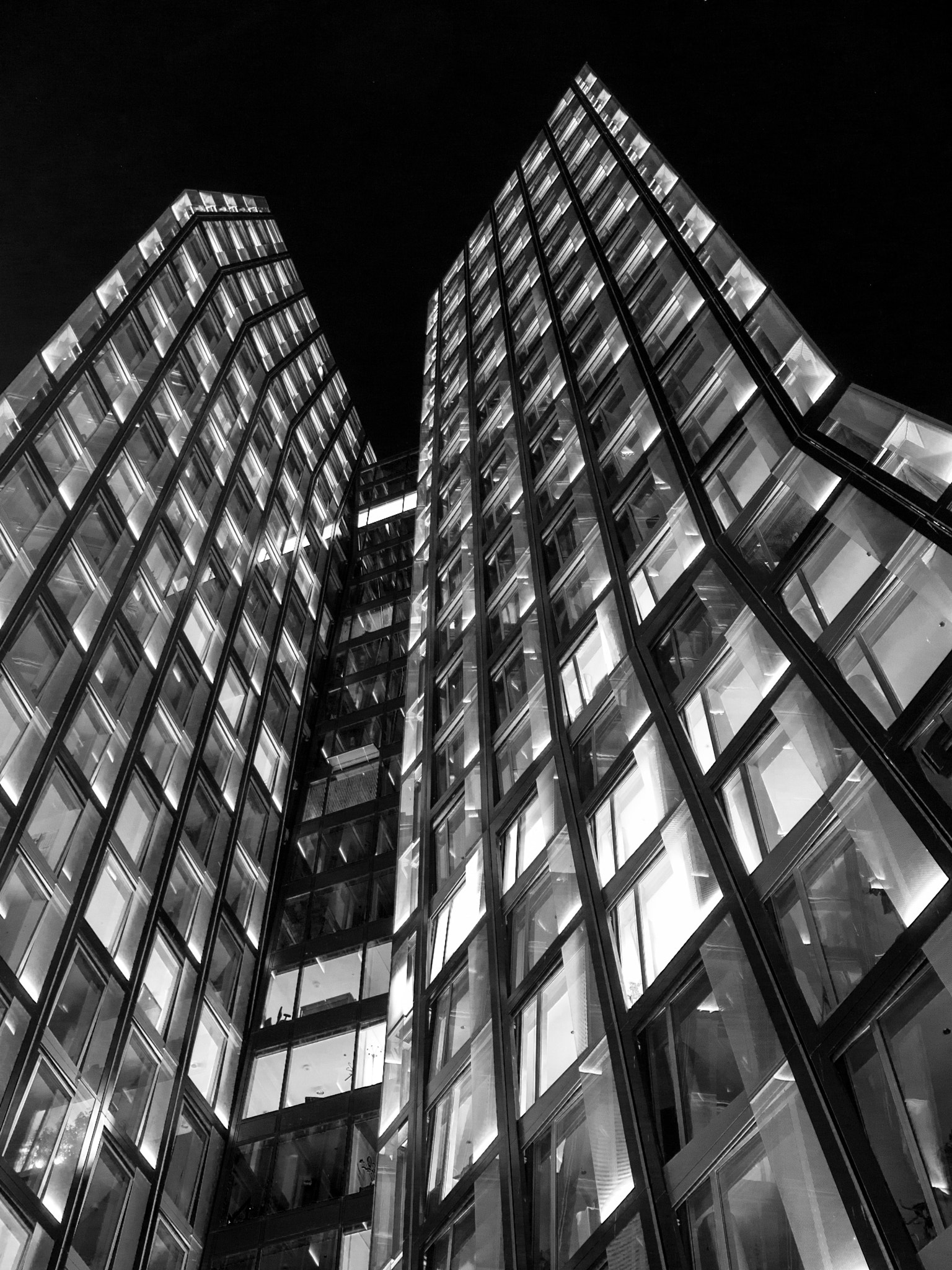
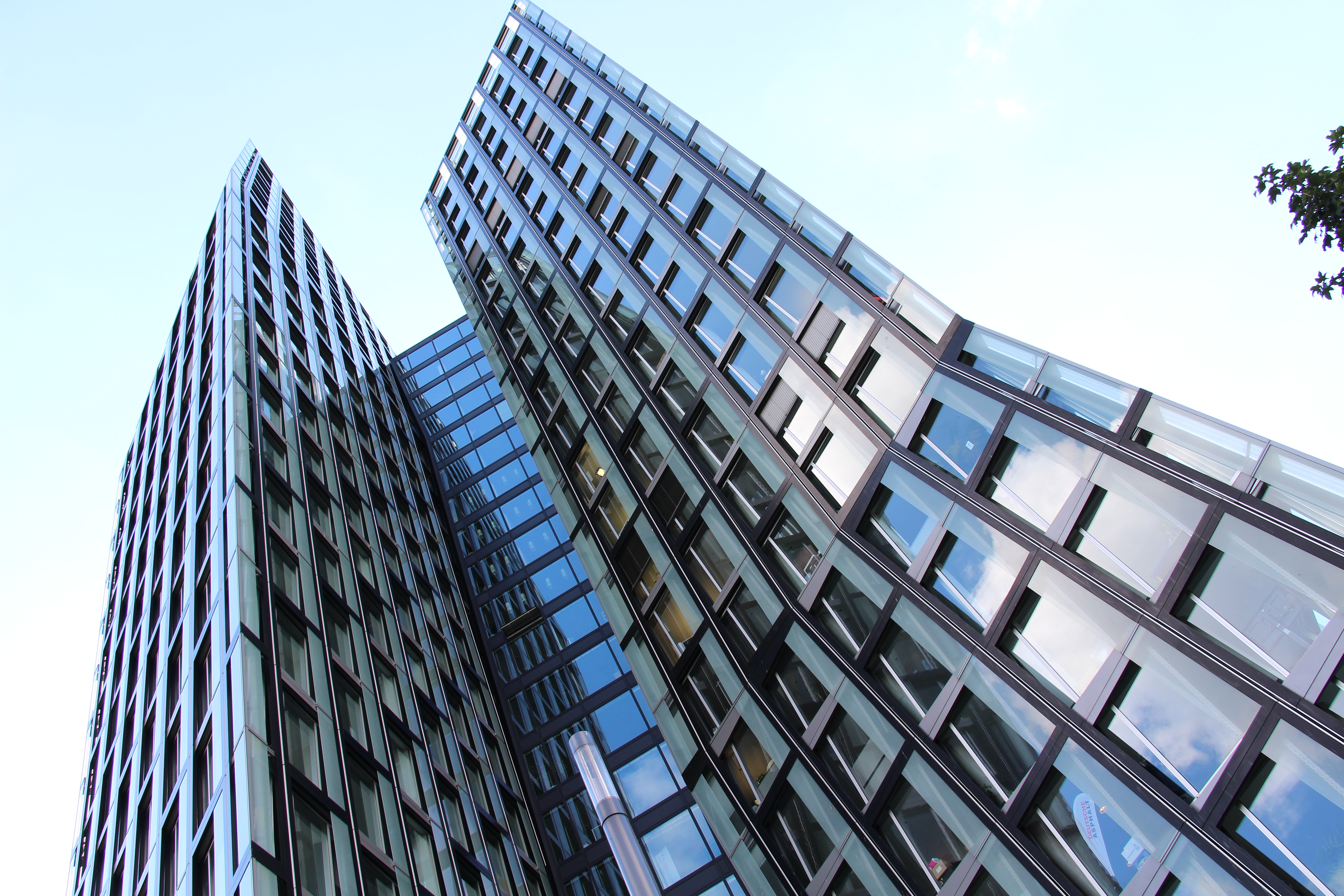
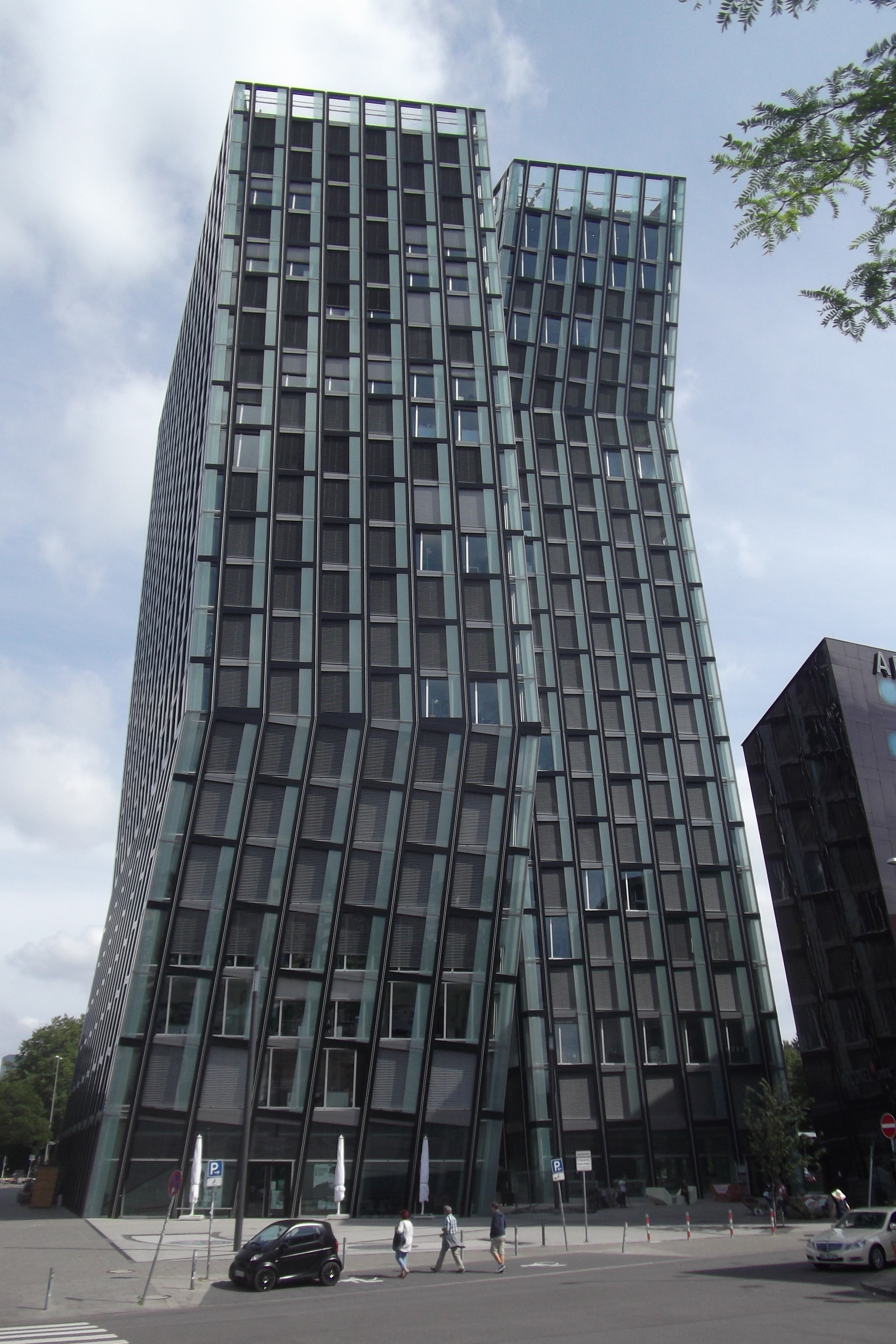